# Bélgica en la Copa Mundial de Fútbol de 2014
La selección de fútbol de Bélgica fue una de las 32 selecciones que participaron en la Copa Mundial de Fútbol de 2014. Esta fue su decimosegunda participación en mundiales y primera desde su última aparición en Corea-Japón 2002.

## Clasificación

### Grupo A
Bélgica disputó las eliminatorias de la UEFA en el grupo A, obtuvo la clasificación de forma directa como primero de su grupo y de manera invicta, con ocho victorias y dos empates. Previamente ya había asegurado su presencia en Brasil 2014, con un partido de antelación, al derrotar en Zagreb a Croacia por 2 - 1 el 11 de octubre de 2013.
| Equipo              | Pts | PJ | PG | PE | PP | GF | GC | Dif |
| ------------------- | --- | -- | -- | -- | -- | -- | -- | --- |
| Bélgica             | 26  | 10 | 8  | 2  | 0  | 18 | 4  | 14  |
| Croacia             | 17  | 10 | 5  | 2  | 3  | 12 | 9  | 3   |
| Serbia              | 14  | 10 | 4  | 2  | 4  | 18 | 11 | 7   |
| Escocia             | 11  | 10 | 3  | 2  | 5  | 8  | 12 | –4  |
| Gales               | 10  | 10 | 3  | 1  | 6  | 9  | 20 | –11 |
| Macedonia del Norte | 7   | 10 | 2  | 1  | 7  | 7  | 16 | –9  |

| Fecha                    | Lugar    |           |                                | Resultado |                                |           |
| ------------------------ | -------- | --------- | ------------------------------ | --------- | ------------------------------ | --------- |
| 7 de septiembre de 2012  | Cardiff  | Gales     | Bandera de Gales               | 0:2 (0:1) | Bandera de Bélgica             | Bélgica   |
| 11 de septiembre de 2012 | Bruselas | Bélgica   | Bandera de Bélgica             | 1:1 (1:1) | Bandera de Croacia             | Croacia   |
| 12 de octubre de 2012    | Belgrado | Serbia    | Bandera de Serbia              | 0:3 (0:1) | Bandera de Bélgica             | Bélgica   |
| 16 de octubre de 2012    | Bruselas | Bélgica   | Bandera de Bélgica             | 2:0 (0:0) | Bandera de Escocia             | Escocia   |
| 22 de marzo de 2013      | Skopje   | Macedonia | Bandera de Macedonia del Norte | 0:2 (0:1) | Bandera de Bélgica             | Bélgica   |
| 26 de marzo de 2013      | Bruselas | Bélgica   | Bandera de Bélgica             | 1:0 (0:0) | Bandera de Macedonia del Norte | Macedonia |
| 7 de junio de 2013       | Bruselas | Bélgica   | Bandera de Bélgica             | 2:1 (1:0) | Bandera de Serbia              | Serbia    |
| 6 de septiembre de 2013  | Glasgow  | Escocia   | Bandera de Escocia             | 0:2 (0:1) | Bandera de Bélgica             | Bélgica   |
| 11 de octubre de 2013    | Zagreb   | Croacia   | Bandera de Croacia             | 1:2 (0:2) | Bandera de Bélgica             | Bélgica   |
| 15 de octubre de 2013    | Bruselas | Bélgica   | Bandera de Bélgica             | 1:1 (0:0) | Bandera de Gales               | Gales     |

### Goleadores
| Jugador           | Goles | PJ |
| ----------------- | ----- | -- |
| Kevin De Bruyne   | 4     | 10 |
| Romelu Lukaku     | 2     | 4  |
| Vincent Kompany   | 2     | 6  |
| Christian Benteke | 2     | 7  |
| Kevin Mirallas    | 2     | 9  |
| Eden Hazard       | 2     | 9  |
| Guillaume Gillet  | 1     | 2  |
| Steven Defour     | 1     | 3  |
| Marouane Fellaini | 1     | 7  |
| Jan Vertonghen    | 1     | 10 |

## Preparación

### Campamento base
En la previa de los partidos amistosos jugados contra Colombia y Japón en noviembre de 2013 el técnico de la selección Marc Wilmots anunció que el equipo de Bélgica permanecería en Mogi das Cruzes durante su participación en el mundial.
En diciembre de 2013 se confirmó que la selección belga eligió como campamento base la ciudad Mogi das Cruzes. Luego del sorteo final de los grupos del mundial realizado el 6 de diciembre de 2013 la delegación belga se trasladó a São Paulo para una inspección final del hotel Paradise Golf & Lake Resort que servirá tanto de lugar de entrenamiento y de alojamiento y concentración.

### Amistosos previos
| 14 de noviembre de 2013 | Bélgica | 0:2 (0:0) | Colombia                | Estadio Rey Balduino, Bruselas, Bélgica                      |                                                              |
|                         |         | Reporte   | Falcao 51' · Ibarbo 66' | Asistencia: 45,000 espectadores Árbitro(s): Mark Clattenburg | Asistencia: 45,000 espectadores Árbitro(s): Mark Clattenburg |

| 19 de noviembre de 2013 | Bélgica                         | 2:3 (1:1) | Japón                                  | Estadio Rey Balduino, Bruselas, Bélgica                   |                                                           |
|                         | Mirallas 15' · Alderweireld 79' | Reporte   | Kakitani 37' · Honda 53' · Okazaki 63' | Asistencia: 43,000 espectadores Árbitro(s): Firat Aydinus | Asistencia: 43,000 espectadores Árbitro(s): Firat Aydinus |

| 5 de marzo de 2014 | Bélgica                       | 2:2 (1:0) | Costa de Marfil            | Estadio Rey Balduino, Bruselas, Bélgica                   |                                                           |
|                    | Fellaini 17' · Nainggolan 51' | Reporte   | Drogba 74' · Gradel 90'+2' | Asistencia: 40,000 espectadores Árbitro(s): Damir Skomina | Asistencia: 40,000 espectadores Árbitro(s): Damir Skomina |

| 26 de mayo de 2014 | Bélgica                                                  | 5:1 (2:1) | Luxemburgo  | Cristal Arena, Genk, Bélgica                                 |                                                              |
|                    | Lukaku 3' 23' 54' · Chadli 71' · De Bruyne 90'+1' (pen.) | Reporte   | Joachim 13' | Asistencia: 23,000 espectadores Árbitro(s): Tom Harald Hagen | Asistencia: 23,000 espectadores Árbitro(s): Tom Harald Hagen |

| 1 de junio de 2014 | Suecia | 0:2 (0:1) | Bélgica                 | Friends Arena, Estocolmo, Suecia                             |                                                              |
|                    |        | Reporte   | Lukaku 34' · Hazard 78' | Asistencia: 24,732 espectadores Árbitro(s): Mark Clattenburg | Asistencia: 24,732 espectadores Árbitro(s): Mark Clattenburg |

| 7 de junio de 2014 | Bélgica     | 1:0 (0:0) | Túnez | Estadio Rey Balduino, Bruselas, Bélgica                   |                                                           |
|                    | Mertens 89' | Reporte   |       | Asistencia: 40,000 espectadores Árbitro(s): Viktor Kassai | Asistencia: 40,000 espectadores Árbitro(s): Viktor Kassai |

## Lista de jugadores
El 13 de mayo de 2014 el entrenador de la selección belga, Marc Wilmots, anunció una lista provisional de 24 jugadores convocados, 4 de ellos porteros, que iniciarán la preparación para el mundial, además brindo una lista de 6 jugadores que permanecieron a la expectativa en caso se produzca alguna baja entre los 24 convocados. La lista fue reducida a una nómina definitiva de 23 con la supresión del portero Silvio Proto y fue anunciada el 2 de junio. La numeración de las camisetas que llevarán los jugadores la anunció la Federación Belga de Fútbol vía Twitter el 25 de mayo.
| #     | Nombre               | Posición       | Edad         | PJ Sel       | G            | Club                  |
| ----- | -------------------- | -------------- | ------------ | ------------ | ------------ | --------------------- |
| 1     | Thibaut Courtois     | Portero        | 22           | -            | -            | Atlético de Madrid    |
| 2     | Toby Alderweireld    | Defensa        | 25           | -            | -            | Atlético de Madrid    |
| 3     | Thomas Vermaelen     | Defensa        | 28           | -            | -            | Arsenal               |
| 4     | Vincent Kompany      | Defensa        | 28           | -            | -            | Manchester City       |
| 5     | Jan Vertonghen       | Defensa        | 27           | -            | -            | Tottenham Hotspur     |
| 6     | Axel Witsel          | Centrocampista | 25           | -            | -            | Zenit San Petersburgo |
| 7     | Kevin De Bruyne      | Centrocampista | 22           | -            | -            | Wolfsburgo            |
| 8     | Marouane Fellaini    | Centrocampista | 26           | -            | -            | Manchester United     |
| 9     | Romelu Lukaku        | Delantero      | 21           | -            | -            | Everton               |
| 10    | Eden Hazard          | Centrocampista | 23           | -            | -            | Chelsea               |
| 11    | Kevin Mirallas       | Delantero      | 26           | -            | -            | Everton               |
| 12    | Simon Mignolet       | Portero        | 25           | -            | -            | Liverpool             |
| 13    | Sammy Bossut1        | Portero        | 28           | -            | -            | Zulte Waregem         |
| 14    | Dries Mertens        | Delantero      | 27           | -            | -            | Napoli                |
| 15    | Daniel van Buyten    | Defensa        | 36           | -            | -            | Bayern de Múnich      |
| 16    | Steven Defour        | Centrocampista | 26           | -            | -            | Porto                 |
| 17    | Divock Origi         | Delantero      | 19           | -            | -            | Lille                 |
| 18    | Nicolas Lombaerts    | Defensa        | 29           | -            | -            | Zenit San Petersburgo |
| 19    | Mousa Dembélé        | Centrocampista | 26           | -            | -            | Tottenham Hotspur     |
| 20    | Adnan Januzaj        | Delantero      | 19           | -            | -            | Manchester United     |
| 21    | Anthony Vanden Borre | Defensa        | 26           | -            | -            | Anderlecht            |
| 22    | Nacer Chadli         | Centrocampista | 24           | -            | -            | Tottenham Hotspur     |
| 23    | Laurent Ciman        | Defensa        | 28           | -            | -            | Standard Lieja        |
| D. T. | Marc Wilmots         | Marc Wilmots   | Marc Wilmots | Marc Wilmots | Marc Wilmots | Marc Wilmots          |

 Los siguientes jugadores no formaron parte de la nómina definitiva de 23 pero fueron incluidos en la lista provisional de 30 jugadores que la Real Federación Belga de Fútbol envió a la FIFA. Silvio Proto fue incluido en la lista inicial de 24 pero debido a una lesión tuvo que ser dado de baja, mientras que el portero Koen Casteels fue incluido en la nómina definitiva de 23 jugadores pero luego fue reemplazado por no haber podido recuperarse de una lesión.
| Nombre              | Posición       | Edad | PJ Sel | G | Club           |
| ------------------- | -------------- | ---- | ------ | - | -------------- |
| Koen Casteels1      | Portero        |      | -      | - | Hoffenheim     |
| Silvio Proto        | Portero        | -    | -      | - | Anderlecht     |
| Sébastien Pocognoli | Defensa        | -    | -      | - | Hannover 96    |
| Guillaume Gillet    | Defensa        | -    | -      | - | Anderlecht     |
| Jelle Van Damme     | Defensa        | -    | -      | - | Standard Lieja |
| Thorgan Hazard      | Centrocampista | -    | -      | - | Zulte Waregem  |
| Radja Nainggolan    | Centrocampista | -    | -      | - | Roma           |
| Michy Batshuayi     | Delantero      | -    | -      | - | Standard Lieja |

## Participación

### Partidos
| Fecha       | Lugar          | Instancia        | Local         |                          | Resultado             |                           | Visitante      |
| ----------- | -------------- | ---------------- | ------------- | ------------------------ | --------------------- | ------------------------- | -------------- |
| 17 de junio | Belo Horizonte | Fase de grupos   | Bélgica       | Bandera de Bélgica       | 2:1 (0:1)             | Bandera de Argelia        | Argelia        |
| 22 de junio | Rio de Janeiro | Fase de grupos   | Bélgica       | Bandera de Bélgica       | 1:0 (0:0)             | Bandera de Rusia          | Rusia          |
| 26 de junio | Sao Paulo      | Fase de grupos   | Corea del Sur | Bandera de Corea del Sur | 0:1 (0:0)             | Bandera de Bélgica        | Bélgica        |
| 1 de julio  | Salvador       | Octavos de final | Bélgica       | Bandera de Bélgica       | 2:1 (0:0, 0:0) (t.s.) | Bandera de Estados Unidos | Estados Unidos |
| 5 de julio  | Brasilia       | Cuartos de final | Argentina     | Bandera de Argentina     | 1:0 (1:0)             | Bandera de Bélgica        | Bélgica        |

### Grupo H
| Equipo        | Pts | PJ | PG | PE | PP | GF | GC | Dif |
| ------------- | --- | -- | -- | -- | -- | -- | -- | --- |
| Bélgica       | 9   | 3  | 3  | 0  | 0  | 4  | 1  | 3   |
| Argelia       | 4   | 3  | 1  | 1  | 1  | 6  | 5  | 1   |
| Rusia         | 2   | 3  | 0  | 2  | 1  | 2  | 3  | -1  |
| Corea del Sur | 1   | 3  | 0  | 1  | 2  | 3  | 6  | -3  |

| 17 de junio de 2014, 13:00 | Bélgica                    | 2:1 (0:1) | Argelia             | Estadio «Mineirão», Belo Horizonte |                             |
|                            | Fellaini 69' · Mertens 79' | Reporte   | Feghouli 24' (pen.) | Árbitro(s): Marco Rodríguez        | Árbitro(s): Marco Rodríguez |

| 22 de junio de 2014, 13:00 | Bélgica   | 1:0 (0:0) | Rusia | Estadio «Maracanã», Río de Janeiro |                         |
|                            | Origi 87' | Reporte   |       | Árbitro(s): Felix Brych            | Árbitro(s): Felix Brych |

| 26 de junio de 2014, 17:00 | Corea del Sur | 0:1 (0:0) | Bélgica        | Estadio Arena Corinthians, São Paulo |                          |
|                            |               | Reporte   | Vertonghen 77' | Árbitro(s): Ben Williams             | Árbitro(s): Ben Williams |

### Octavos de final
| 1 de julio de 2014, 17:00 | Bélgica                     | 2:1 (0:0, 2:0) | Estados Unidos | Arena Fonte Nova, Salvador  |                             |
|                           | De Bruyne 92' · Lukaku 104' | Reporte        | Green 106'     | Árbitro(s): Djamel Haimoudi | Árbitro(s): Djamel Haimoudi |

### Cuartos de final
| 5 de julio de 2014, 13:00 | Argentina  | 1:0 (1:0) | Bélgica | Estadio Mané Garrincha, Brasilia                           |                                                            |
|                           | Higuaín 7' | Reporte   |         | Asistencia: 68 551 espectadores Árbitro(s): Nicola Rizzoli | Asistencia: 68 551 espectadores Árbitro(s): Nicola Rizzoli |

## Estadísticas

### Participación de jugadores
| #  | Pos        | Jugador          | PJ (T/S) | Minutos Jugados | Goles recibidos | Atajos | Tarjetas Amarillas | Doble Tarjeta Amarilla y Roja | Tarjetas Rojas |
| -- | ---------- | ---------------- | -------- | --------------- | --------------- | ------ | ------------------ | ----------------------------- | -------------- |
| 1  | Guardameta | Thibaut Courtois | -        | -               | -               | -      | -                  | -                             | -              |
| 12 | Guardameta | Simon Mignolet   | -        | -               | -               | -      | -                  | -                             | -              |
| 13 | Guardameta | Sammy Bossut     | -        | -               | -               | -      | -                  | -                             | -              |

| #  | Pos            | Jugador              | PJ (T/S) | Minutos Jugados | (P) | Asistencias | Tarjetas Amarillas | Doble Tarjeta Amarilla y Roja | Tarjetas Rojas |
| -- | -------------- | -------------------- | -------- | --------------- | --- | ----------- | ------------------ | ----------------------------- | -------------- |
| 2  | Defensa        | Toby Alderweireld    | -        | -               | -   | -           | -                  | -                             | -              |
| 3  | Defensa        | Thomas Vermaelen     | -        | -               | -   | -           | -                  | -                             | -              |
| 4  | Defensa        | Vincent Kompany      | -        | -               | -   | -           | -                  | -                             | -              |
| 5  | Defensa        | Jan Vertonghen 2.º   | -        | -               | -   | -           | -                  | -                             | -              |
| 6  | Centrocampista | Axel Witsel          | -        | -               | -   | -           | -                  | -                             | -              |
| 7  | Centrocampista | Kevin De Bruyne      | -        | -               | -   | -           | -                  | -                             | -              |
| 8  | Centrocampista | Marouane Fellaini    | -        | -               | -   | -           | -                  | -                             | -              |
| 9  | Delantero      | Romelu Lukaku        | -        | -               | -   | -           | -                  | -                             | -              |
| 10 | Delantero      | Eden Hazard          |          |                 |     |             |                    |                               |                |
| 11 | Delantero      | Kevin Mirallas       | -        | -               | -   | -           | -                  | -                             | -              |
| 14 | Delantero      | Dries Mertens        | -        | -               | -   | -           | -                  | -                             | -              |
| 15 | Defensa        | Daniel Van Buyten    | -        | -               | -   | -           | -                  | -                             | -              |
| 16 | Centrocampista | Steven Defour        | -        | -               | -   | -           | -                  | -                             | -              |
| 17 | Delantero      | Divock Origi         | -        | -               | -   | -           | -                  | -                             | -              |
| 18 | Defensa        | Nicolas Lombaerts    | -        | -               | -   | -           | -                  | -                             | -              |
| 19 | Centrocampista | Mousa Dembélé        | -        | -               | -   | -           | -                  | -                             | -              |
| 20 | Delantero      | Adnan Januzaj        | -        | -               | -   | -           | -                  | -                             | -              |
| 21 | Defensa        | Anthony Vanden Borre | -        | -               | -   | -           | -                  | -                             | -              |
| 22 | Centrocampista | Nacer Chadli         | -        | -               | -   | -           | -                  | -                             | -              |
| 23 | Defensa        | Laurent Ciman        | -        | -               | -   | -           | -                  | -                             | -              |